# Baráth Emőke
Baráth Emőke (Kerepestarcsa, 1985. november 21. –) Liszt Ferenc- és Junior Príma-díjas magyar operaénekes (szoprán).

## Pályafutása
Zenei tanulmányait Gödöllőn kezdte zongora és cselló szakon, majd a budapesti Szent István király Zeneművészeti Szakközépiskolában folytatta hárfa és ének szakon. Énektanulmányait Hormai József irányításával kezdte. A Liszt Ferenc Zeneművészeti Egyetemen (2007-2012) tanára Pászthy Júlia volt, emellett a 2011/2012-es tanévben a firenzei Luigi Cherubini Konzervatóriumot is elvégezte, ahol Leonardo de Lisi növendéke volt. Részt vett Barbara Bonney, Kiri Te Kanawa, Marton Éva, Kolonits Klára, Nancy Argenta, Masaaki Suzuki, Alfred Brendel, Rados Ferenc, Sass Sylvia, Deborah York, Nicholas Clapton és Meláth Andrea mesterkurzusain.
Már karrierje elején számos hazai és nemzetközi elismerést szerzett. Többek közt harmadik helyezett lett a Karlovy Varyban megrendezett Antonín Dvořák Nemzetközi Énekversenyen, megnyerte az innsbrucki II. Pietro Antonio Cesti barokk operaversenyt és a Verbier Fesztivál nagydíját. Emellett munkásságát 2011-ben Junior Príma-díjjal ismerték el. 

## Főbb szerepei
- J. S. Bach: h-moll mise - szoprán szóló
- J. S. Bach: János-passió
- J. S. Bach: Máté-passió
- F. Cavalli: Elena - Elena
- F. Cavalli: Serse - Romilda
- G. F. Händel: Alcina - Morgana
- G. F. Händel: Amadigi di Gaula - Oriana
- G. F. Händel: Arianna in Creta - Alceste
- G. F. Händel: Giulio Cesare - Sesto
- G. F. Händel: Messiás - szoprán szóló
- G. F. Händel: Partenope - Armindo
- G. F. Händel: La Resurrezione - Angelo
- G. F. Händel: Rinaldo - Almirena
- Jean-Marie Leclair: Scylla et Glaucus - Scylla
- G. Mahler: II. szimfónia - szoprán szóló
- C. Monteverdi: L'incoronazione di Poppea - Poppea
- C. Monteverdi: Orfeo - Euridice
- W. A. Mozart: Così fan tutte - Despina
- W. A. Mozart: La clemenza di Tito - Servilia
- W. A. Mozart: c-moll mise
- W. A. Mozart: Don Giovanni - Zerlina
- W. A. Mozart: Figaro házassága - Susanna
- W. A. Mozart: Idomeneo - Ilia
- W. A. Mozart: Il re pastore - Tamiri
- G. Verdi: Falstaff - Nannetta

## Versenyek, díjak
- Liszt Ferenc-díj (2021)[3]
- Queen Elisabeth zenei verseny, Brüsszel: döntő (2014)
- Junior Príma-díj (2011)
- II. Pietro Antonio Cesti barokk operaverseny, Innsbruck: I. díj és közönségdíj (2011)
- Verbier Fesztivál: Nagydíj (2011)
- Antonín Dvořák Nemzetközi Énekverseny, Karlovy Vary: III. helyezett (2007)